# Фурии
 Тази статия е за римската фамилия Фу̀рии.  За митичните същества със същото име вижте Фурии (митология).  
Фуриите (на латински: Furii; gens Furia) са стара римска фамилия от Тускулум.
с римското име Фурий и за ж.р. Фурия (Furius, Furia).
Познати с това име:
- Секст Фурий Медулин Фуз, консул 488 пр.н.е.
- Луций Фурий Медулин, консул 474 пр.н.е.
- Квинт Фурий, Pontifex Maximus 449 пр.н.е.- 431 пр.н.е.
- Марк Фурий Камил, 4 век пр.н.е., пет пъти диктатор
- Луций Фурий Пурпурион, консул 196 пр.н.е.
- Луций Фурий Фил, консул 136 пр.н.е.
- Марк Фурий Бибакул, поет 1 век пр.н.е.
- Фурий Красип, втори съпруг на Тулия, дъщерята на Цицерон.
- Гай Фурий Сабиний Аквила Тимеситей, преториански префект 241 г.
- Спурий Фурий Фуз, консул 481 пр.н.е.
- Спурий Фурий Медулин Фуз, консул 464 пр.н.е., суфектконсул 453 пр.н.е.
- Спурий Фурий Медулин (трибун 400 пр.н.е.), консулски военен трибун
- Спурий Фурий Медулин (трибун 378 пр.н.е.), консулски военен трибун
- Луций Фурий Медулин (консул 474 пр.н.е.)
- Луций Фурий Медулин (консул 413 пр.н.е.)
- Луций Фурий Медулин (трибун 432 пр.н.е.)
- Луций Фурий Медулин (трибун 407 пр.н.е.)
- Луций Фурий Медулин (трибун 381 пр.н.е.)
- Секст Фурий Медулин Фуз, консул 488 пр.н.е.
- Спурий Фурий Медулин Фуз, консул 481 пр.н.е.
- Спурий Фурий Медулин Фуз, консул 464, суфектконсул 453 пр.н.е.
- Луций Фурий Медулин Фуз, консул 474 пр.н.е.
- Публий Фурий Медулин Фуз, консул 472 пр.н.е.
- Агрипа Фурий Фуз Медулин, консул 446 пр.н.е.
- Марк Фурий Камил, римски военачалник, консулски военен трибун 401, 398, 394, 386, 384 и 381 пр.н.е.
- Луций Фурий Камил (консул 349 пр.н.е.), консул 349 пр.н.е.
- Луций Фурий Камил (консул 338 пр.н.е.), консул 338 и 325 пр.н.е.
- Марк Фурий Камил (консул 8 г.), консул 8 г.
- Марк Фурий Камил Скрибоний, консул 32 г., узурпатор 42 г.
- Марк Фурий Камил (аврал), арвалски брат от 37 г., син на консула от 8 г.; брат на Ливия Медулина Камила, годеница от 8 г. на римския император Клавдий
- Ливия Медулина Камила, дъщеря на Марк Фурий Камил (консул 8 г.); годеница през 8 г. на римския император Клавдий
- Фурия Сабиния Транквилина, дъщеря на Тимеситей, съпруга на Гордиан III
- Фурия (* 244), дъщеря на Транквилина и римския император Гордиан III; съпруга на Марк Меций Орфит (* 245), внук на Марк Помпоний Меций Проб